# K/DA
K/DA ist eine fiktive K-Pop-Gruppe bestehend aus den Videospiel-Charakteren Ahri, Akali, Evelynn und Kai’Sa aus League of Legends.
Die koreanischen Idols Miyeon und Soyeon, Mitglieder von (G)-Idle, sowie die Sängerinnen Madison Beer und Jaira Burns leihen den Figuren ihre Stimme.
Hinter der virtuellen Idol-Gruppe steht der Spiele-Entwickler Riot Games, der auch für die Produktion von League of Legends verantwortlich ist. Die Ankündigung der fiktiven Musikgruppe erfolge während der League-of-Legends-Weltmeisterschaft im Jahr 2018, wo die Gruppe mithilfe von Augmented Reality ihre Debütsingle Pop/Stars live präsentierte. Diese wurde zwischenzeitlich von der Recording Industry Association of America mit Platin ausgezeichnet. Insgesamt verkaufte die Gruppe laut Musikauszeichnungen weltweit 1,5 Millionen Einheiten.
Ihre Debüt-EP All Out erreichte Chartplatzierungen in Kanada, Frankreich, Spanien, Neuseeland und in den Vereinigten Staaten.
Die Konzipierung der fiktiven Idol-Gruppe fußt auf dem Wunsch des Spiele-Entwicklers vermehrt musikalische Inhalte veröffentlichen zu wollen. Die Charaktere, die die Besetzung der virtuellen Musikgruppe bilden, wurden anhand von K-Pop-Archetypen ausgewählt. Hintergrund für die Entstehung der Gruppe war, für die League-of-Legends-Weltmeisterschaft zu und In-Game-Skins in League of Legends zu verkaufen. Die Gruppe erhielt viel Zuspruch aus der League-of-Legends-Fangemeinde und darüber hinaus.

## Auftritte

### League-of-Legends-Weltmeisterschaft
Angekündigt wurde K/DA auf der Eröffnungsfeier der League-of-Legends-Weltmeisterschaft 2018 in Incheon, Südkorea, wo sie ihre Debütsingle Pop/Stars mithilfe von Augmented Reality live spielten. Während der Zeremonie performten die Musikerinnen Beer, Burns, Miyeon und Soyeon das Lied auf der Bühne, während die durch AR dargestellten Charaktere Ahri, Akali, Evelynn und Kai’Sa Dinge vorführten, zu denen ein realer Mensch nicht in der Lage sind. Viranda Tantula, die die künstlerische Leitung für das Projekt hatte, schrieb, dass man „mit der Zeremonie einen coolen Moment für die Spieler erzeugen wollte, in der die virtuellen Champs in der Wirklichkeit zur Geltung kommen.“ Das offizielle Musikvideo wurde noch am gleichen Tag auf YouTube veröffentlicht.

### InLeague of Legends
Die Skins für die Charaktere Ahri, Akali, Evelynn und Kai’Sa wurden zwischenzeitlich im Spiel zum Verkauf angeboten. Mit diesen Skins nehmen die Figuren das Aussehen als Bandmitglieder von K/DA an. Die Skins können im Spiel für 1350 RP, der In-Game-Währung von League of Legends gekauft werden, was im Jahr 2019 rund 10 US-Dollar pro Skin entsprach. Durch die Beliebtheit der Gruppe seit 2018 wurden im Jahr 2020 weitere Skins, Musikvideoproduktionen sowie eine EP mit von Liedern angekündigt.
Auch im Spin-Off-Spiel Wild Rift können die K/DA-Skins gekauft werden. In Teamfight Tactics wurden die Mitglieder von K/DA spielbar. Zudem erhielten die Champions Neeko und Lillia eigene Skins, die diese als Fans der Gruppe darstellen.

### Außerhalb vonLeague of Legends
Im Online-Kartenspiel Legends of Runeterra von Riot Games gibt es mit K/DA All Out ein interaktives Spielbrett, bei dessen Nutzung drei Lieder der fiktiven Gruppe gespielt werden. Zudem ist jedes Mitglied der Gruppe sowie der Charakter Seraphine als eigene Spielkarte erhältlich.
Drei Lieder von K/DA sind in der Just-Dance-Musikspielreihe von Ubisoft spielbar. Das Lied Drum Go Dum wurde im Spiel Just Dance 2021 für einen limitierten Zeitraum als Gratisgeschenk an Spieler verteilt und später dem Ultimate-Abo hinzugefügt. Die Debütsingle Pop/Stars wurde im Spiel Just Dance 2022 in der Haupttitelliste geführt. Beim Spielen des Liedes tragen die In-Game-Coaches die Outfits aus dem offiziellen Musikvideo. Im Spiel Just Dance 2023 ist das Stück More spielbar.
Pop/Stars ist im Virtual-Reality-Rhythmusspiel Beat Saber als freier Download erhältlich.

## Konzept und Entstehung
Der Name der fiktiven Idol-Gruppe ist ein In-Game-Begriff und bedeutet in Spielerkreisen Kills, Deaths, and Assists. Die Entstehung der Musikgruppe entsprang zum Teil aus dem Wunsch von Riot Games, dem Entwickler von League of Legends, ihr Unternehmen irgendwann in der Zukunft als vollwertiges Musiklabel zu sehen. Toa Dunn, Chef der Musikabteilung von Riot, behauptete in einem Interview mit Variety im Bezug auf K/DA, dass es „das musikalischste Projekt des Unternehmens überhaupt wurde“.
Laut Tantula bestünde eine Überlappung zwischen League of Legends, dem allgemeinen E-Sport und der Musikindustrie. Resultierend aus dieser Annahme investierte man in einen internen Musikbereich, in dem ein sowohl künstlerbezogenes Kreativstudio bestehend aus Songwritern, Komponisten und Produzenten beschäftigt sind als auch Personen aktiv sind, die all die Dienstleistungen darbieten können, die in einem regulären Musiklabel angeboten werden wie Marketing, Vertrieb oder A&R-Tätigkeiten. Die Schöpfer der fiktiven Musikgruppe sind Patrick Morales, der künstlerische Leiter des Musikvideos zum Lied Pop/Stars, Janelle Jimenez, die Hauptdesignerin der K/DA-Skins, sowie Toa Gunn, Leiter der Riot Music Group. Als eine musikalische Inspirationsquelle für K/DA diente die zwischen 2009 und 2016 aktive südkoreanische Girlgroup 4Minute. Als erste Musikerin konnte man Madison Beer ins Boot holen, gefolgt von der Sängerin Jaira Burns. Die Beteiligung von Miyeon und Soyeon kam zustande, da ein großer Teil der Belegschaft von Riot Games Fans der Girlgroup (G)I-dle waren und d„ie Attitüde, die sie zum Lied [Pop/Stars] beitrugen, vor allem in den Rap-Passagen“.
Die Charaktere, die für die fiktive Gruppe ausgewählt wurden, entstammen aus einem Charakter-Ranking in der Spieler auswählen konnten, welcher In-Game-Charakter diese am realistischsten als Popstars betrachten würden. Patrick Morales erklärte in einem Interview, dass Ahri der erste Charakter für K/DA war, da sie in der Vergangenheit bereits Auftritte in League-of-Legends-inspirierter Musik hatte und den „schönen, bezirzenden Anführer-Typ darstelle.“ Dem gegenüber, so Morales, stünde Evelynn als „stürmische Diva“ im Kontrast zu Ahri. Zu der Zeit der Konzeptierung der Gruppe befand sich der Charakter Akali in einer Bearbeitungsphase. Morales wollte sie aufgrund ihres „rebellischen Charakters“ als Gruppenmitglied aufnehmen. Kai’Sa wurde auf Bitte von Janelle Jimenez in die Girlgroup integriert, da sie „einen starke, aber stille Einzelgängerin“ in der Band haben wollte, die sich „durch ihre Choreografie auf der Bühne ausdrückt.“
Bei der Zusammenstellung der Besetzung legten die Schöpfer einen großen Wert auf Diversität. So repräsiert jeder Charakter einen definierten Archetypen, sodass die Zuhörer sich mit den einzelnen Gruppenmitgliedern identifizieren können.

## Fiktive Mitglieder
- Ahri

In League of Legends wird sie als Kitsune mit neun Schweife dargestellt und übernimmt in den Spielen die Rolle einer Magierin. Sie ist eine der populärsten Charaktere in League of Legends. In der Spielhandlung gehört sie der Vastaya, einer Chimära-artigen Volksgruppe aus Biestmenschen an.
In K/DA übernimmt sie die Rolle der Anführerin und ist neben Evelynn eine der beiden Hauptsängerinnen. Ihr Solo-Lied auf der Debüt-EP ist I’ll Show You. Miyeon, die Ahri ihre Gesangsstimme leiht, lernte sich zunächst in das Spiel ein und spielte dieses schließlich als Ahri um ihren Charakter besser nachvollziehen zu können.
- Akali

In der Handlung von League of Legends ist Akali eine Ninja-Assassine aus Ionia, wo sie dem Kinkō-Orden angehörte. Diesen verließ sie, um ihre Heimat schützen zu können.
In der Girlgroup ist sie für den Rap-Gesang zuständig. Die koreanische Sängerin Soyeon leiht ihr ihre Gesangsstimme. Neben K/DA ist sie Mitglied der virtuellen Hip-Hop-Gruppe True Damage, die ebenfalls aus League-of-Legends-Figuren besteht.
- Evelynn

In League of Legends stellt Evelyn eine Assassine aus dem Dämonen-Volk dar, die sadistische Züge aufweist. Laut der Handlung des Spiels kann sie als Ur-Dämonin ihr Aussehen verändern, um ihre Opfer anzulocken.
In der Girlgroup ist sie neben Ahri die zweite Hauptsängerin und stellt als Diva charakterlich den Kontrast zu ebendieser dar. Ihren Gesang übernimmt die Sängerin Madison Beer.
- Kai’Sa

Im Spiel ist sie die Tochter eines anderen spielbaren Champions, welcher in der Handlung im „Void“ verschollen ist. Um dort zu überleben, verschmolz sie laut Spielhandlung mit einem Voidborn, wodurch sie selbst zu einem Spitzenprädator wurde.
In K/DA hat sie die Rolle der Tänzerin inne. Ihre Gesangsstimme wird von Jaira Burns eingesungen.

## Rezeption
Die fiktive Gruppe innerhalb der League-of-Legends-Fangemeinde und darüber hinaus eine signifikante Popularität erreichen. Aaron Mickunas stellte fest, dass „es für K/DA nicht lange dauerte […], um die gesammte League-of-Legends-Gemeinde zu fluten. Die Mitglieder der Gruppe wurden unter anderem auf Reddit, Twitter, den eigenen Spielforum und der League-of-Legends-Lore-Plattform beworben.“ Ihre Debütsingle Pop/Stars erreichte die Spitzenposition der World Digital Song Sales-Charts von Billboard. Dadurch wurde K/DA die vierte K-Pop-Girlgroup und fünfte weibliche Act überhaupt, die Platz eins in dieser Chartliste erreichen konnte. Laut Nielsen Music verkaufte das Lied in der ersten Woche nach der Veröffentlichung 9.000 digitale Einheiten. Zwischenzeitlich wurde Pop/Stars in den Vereinigten Staaten von der Recording Industry Association of America mit einer Platin-Schallplatte ausgezeichnet.
Einen Tag nach Veröffentlichung des offiziellen Musikvideos zum Lied Pop/Stars auf YouTube erreichte dieses rund fünf Millionen Videoaufrufe und brach damit den damaligen Rekord für das meistgeschaute Debütmusikvideo einer K-Pop-Gruppe. Diesen hatte zuvor die koreanisch-japanische Girlgroup Iz*One mit ihrem Video zu La Vie en Rose gehalten. Bereits am zweiten Tag wurden dreizehn Millionen Aufrufe verzeichnet. Knapp fünf Monate später, im April 2019, erreichte das Musikvideo den Meilenstein von 200 Millionen Videoaufrufe auf YouTube. Die Beliebtheit des Liedes zeige, laut Benjamin Pu von NBC News, welche „kulturelle Kraft Videospiele in Südkorea und weltweit mittlerweile bekommen habe.“
Die Popularität von K/DA führte zu einer massenreichen Entstehung von Fan-Art, wobei Fan-Zeichnungen von Akali und Evelynn aufgrund ihrer Darstellung im Musikvideo zu Pop/Stars stark überwogen. Charakter-Cosplays zu den Figuren gewannen ebenfalls an Beliebtheit, zum Beispiel als sich die E-Sport-Mannschaft von Cloud9 als die League-of-Legends-Figuren Ahri, Evelynn, Akali und Kai’Sa in ihren jeweiligen K/DA-Outfits verkleideten. Shannon Liao von der Plattform The Verge schrieb, dass „Riot Games Dank K/DA eine größere Zuhörerschaft abseits der typischen League-Spieler ansprechen ansprechen konnte“, das ehemalige Spieler zum Spiel zurückkehrten und neue Spieler auf League of Legends Aufmerksam wurden, weil „das [Pop/Stars] Video cool aussah.“ Patrick Morales von Riot Games stimmte dem Statement zu und merkte an, dass man in den Kommentaren zum Musikvideo am häufigsten gelesen habe, dass „man mit League/K-Pop/Gaming nichts anzufangen wisse, K/DA aber eine Ausnahme seien.“
Auf musikalischer Ebene wurde K/DA bereits mit Blackpink verglichen. An anderer Stelle hieß es, K/DA sei eine Mischung aus „Girls Generation meets Little Mix meets Hatsune Miku.“

## Diskografie

### EPs
| Jahr | Titel Musiklabel   | Höchstplatzierung, Gesamtwochen, AuszeichnungChartplatzierungen (Jahr, Titel, Musiklabel, Platzierungen, Wochen, Auszeichnungen, Anmerkungen) | Höchstplatzierung, Gesamtwochen, AuszeichnungChartplatzierungen (Jahr, Titel, Musiklabel, Platzierungen, Wochen, Auszeichnungen, Anmerkungen) | Anmerkungen                            |
| Jahr | Titel Musiklabel   | US | CA | Anmerkungen                            |
| ---- | ------------------ | --- | --- | -------------------------------------- |
| 2020 | All Out Riot Games | US176 (1 Wo.)US | — | Erstveröffentlichung: 6. November 2020 |

### Singles
| Jahr | Titel Album           | Höchstplatzierung, Gesamtwochen, AuszeichnungChartplatzierungen (Jahr, Titel, Album, Platzierungen, Wochen, Auszeichnungen, Anmerkungen) | Höchstplatzierung, Gesamtwochen, AuszeichnungChartplatzierungen (Jahr, Titel, Album, Platzierungen, Wochen, Auszeichnungen, Anmerkungen) | Anmerkungen                            |
| Jahr | Titel Album           | US | KR | Anmerkungen                            |
| ---- | --------------------- | --- | --- | -------------------------------------- |
| 2018 | Pop/Stars Stand-Alone | US— PlatinUS | KR39 (4 Wo.)KR |                                        |
| 2020 | The Baddest All Out   | — | KR178 (1 Wo.)KR | Erstveröffentlichung: 27. August 2020  |
| 2020 | More All Out          | US— GoldUS | — | Erstveröffentlichung: 28. Oktober 2020 |

## Auszeichnungen und Nominierungen
| Auszeichnung                    | Jahr | Kategorie                                 | für         | Resultat  | Quellen |
| ------------------------------- | ---- | ----------------------------------------- | ----------- | --------- | ------- |
| Game Audio Network Guild Awards | 2019 | Best Original Song                        | Pop/Stars   | Nominiert | [ 35 ]  |
| Game Audio Network Guild Awards | 2021 | Best Original Song                        | More        | Gewonnen  | [ 36 ]  |
| Hollywood Music in Media Awards | 2021 | Outstanding Song – Video Game             | The Baddest | Gewonnen  | [ 37 ]  |
| QQ Music Boom Boom Awards       | 2020 | Best Visual Idol                          | K/DA        | Gewonnen  | [ 38 ]  |
| Shorty Awards                   | 2019 | Best in Games                             | Pop/Stars   | Gewonnen  | [ 39 ]  |
| Shorty Awards                   | 2021 | Best in Games                             | More        | Nominiert | [ 40 ]  |
| Shorty Awards                   | 2021 | Best in Video                             | More        | Gewonnen  | [ 40 ]  |
| Webby Awards                    | 2021 | Video – Music (Branded) – People’s Choice | More        | Gewonnen  | [ 41 ]  |